# Відвідини Хрущовим виставки авангардистів
Відвідини Хрущовим виставки авангардистів — подія, що відбулася 1 грудня 1962 року в Москві, коли комуністичний лідер Микита Хрущов відвідав присвячену тридцятиріччю московського відділу Союзу художників СРСР виставку авангардистів студії «Новая реальность» в Манежі і різко розкритикував, із застосуванням ненормативної лексики, творчість митців.

## Події виставки
Експозиція була організована Елієм Белютіним. У виставці брали участь художники з белютінської студії «Нова реальність», у тому числі Тамара Тер-Гевондян, Анатолій Сафохін, Люціан Грибков, Владислав Зубарєв, Віра Преображенська та інші.
Хрущова супроводжували Михайло Суслов, Олександр Шелепін та Сергій Павлов.
Хрущов обійшов зал тричі, потім поставив питання художникам. Зокрема, він запитав їх ким були їхні батьки, з'ясовуючи класове походження. Михайло Суслов звернув увагу Хрущова на деякі деталі картин, після чого Хрущов починав обурюватися, вживаючи, серед інших, такі слова як «лайно», «гівно», «мазня»:
|  | Что это за лица? Вы что, рисовать не умеете? Мой внук и то лучше нарисует! … Что это такое? Вы что — мужики или педерасты проклятые, как вы можете так писать? |

Учасник виставки, художник Леонід Рабічев припускав, що обурення Хрущова підживила попередня доповідь про викриття «групи гомосексуалів» у видавництві «Искусство»).
Хрущова особливо розгнівила творчість художників Юло Соостера, Володимира Янкілевського і Бориса Жутовського. Перший секретар зажадав заборони діяльності експонентів:
|  | Очень общо и непонятно. Вот что, Белютин, я вам говорю как Председатель Совета Министров: все это не нужно советскому народу. Понимаете, это я вам говорю!.. Запретить! Все запретить! Прекратить это безобразие! Я приказываю! Я говорю! И проследить за всем! И на радио, и на телевидении, и в печати всех поклонников этого выкорчевать! |

Всупереч деяким повідомленням західної преси, Хрущов не зривав картин зі стін, натомість після перегляду експозиції заявив, що радянському народові все це не потрібно.

## Наслідки
Наступного дня газета «Правда» опублікувала розгромну доповідь, яка започаткувала кампанії проти формалізму і абстракціонізму в СРСР. Хрущов зажадав виключити зі Спілки художників і з КПРС всіх учасників виставки, але виявилося, що ні в КПРС, ні в Спілці художників, практично ніхто з них не перебував. За два тижні на зустрічі керівництва СРСР з представниками інтелігенції Хрущов доповідав: 
|  | Художников учили на народные деньги, они едят народный хлеб и должны работать для народа, а для кого они работают, если народ их не понимает? |

## Пам'ять
До 50-річчя розгрому «Манежної виставки» з 1 по 12 грудня 2012 року у Москві представляли експозицію «Те же в Манеже».